# Rik Kuylen
Hendrik (Rik) Kuylen (Ekeren, 8 augustus 1917 - 30 mei 1989) was een Belgisch senator.

## Levensloop
Kuylen was actief binnen het ACV en was van 1949 tot 1969 adjunct-algemeen secretaris en van 1969 tot 1977 algemeen secretaris van de vakbond. Van 1987 tot aan zijn dood was hij de voorzitter van de Kristelijke Beweging van Gepensioneerden en hij was eveneens nationaal ondervoorzitter van het ACW. 
Hij werd eveneens politiek actief binnen de CVP en zetelde voor deze partij van 1977 tot 1982 als gecoöpteerd senator in de Belgische Senaat. In de periode mei 1977-oktober 1980 zetelde hij als gevolg van het toen bestaande dubbelmandaat ook in de Cultuurraad voor de Nederlandse Cultuurgemeenschap, die op 7 december 1971 werd geïnstalleerd. Vanaf 21 oktober 1980 tot november 1981 was hij tevens korte tijd lid van de Vlaamse Raad, de opvolger van de Cultuurraad en de voorloper van het huidige Vlaams Parlement.
In 1981 werd hij gevraagd om minister van Sociale Zaken te worden in de Regering-Martens V, maar hij weigerde het mandaat om gezondheidsredenen. De ministerpost ging vervolgens naar Jean-Luc Dehaene. Dehaene zou hem in 1982 ook opvolgen als senator.